# Найкраща музика в американських фільмах за 100 років за версією AFI
Список «Найкраща музика в американських фільмах за 100 років за версією AFI» (англ. AFI's 100 Years of Film Scores) входить до циклу «Серія 100 років» і містить американські фільми з найкращим музичним супроводом за останні сто років, за версією Американського інституту кіномистецтва (AFI).
Список був оголошений 23 вересня 2005 року під час урочистої церемонії в амфітеатрі «Голлівуд Боул» у Голлівуді. 25 фільмів-переможців були обрані з 250 номінантів, за результатами голосування більш, як 500 авторитетних фахівців: композиторів, музикантів, критиків, істориків та діячів кіно.
Найуспішнішим став композитор Джон Вільямс — він написав музику до трьох фільмів зі списку. По дві картини мають Елмер Бернстайн, Макс Стайнер, Бернард Геррманн і Джеррі Голдсміт.
| №  | Фільм                               | Рік  | Кінокомпанія            | Композитор               |
| -- | ----------------------------------- | ---- | ----------------------- | ------------------------ |
| 1  | Зоряні війни. Епізод IV: Нова надія | 1977 | 20th Century Fox        | Джон Вільямс             |
| 2  | Звіяні вітром                       | 1939 | Metro-Goldwyn-Mayer     | Макс Стайнер             |
| 3  | Лоуренс Аравійський                 | 1962 | Columbia Pictures       | Моріс Жарр               |
| 4  | Психо                               | 1960 | Paramount Pictures      | Бернард Геррманн         |
| 5  | Хрещений батько                     | 1972 | Paramount Pictures      | Ніно Рота                |
| 6  | Щелепи                              | 1975 | Universal Studios       | Джон Вільямс             |
| 7  | Лора                                | 1944 | 20th Century Fox        | Девід Раксін             |
| 8  | Чудова сімка                        | 1960 | United Artists          | Елмер Бернстайн          |
| 9  | Китайський квартал                  | 1974 | Paramount Pictures      | Джеррі Голдсміт          |
| 10 | Рівно опівдні                       | 1952 | United Artists          | Дмитро Тьомкін           |
| 11 | Пригоди Робіна Гуда                 | 1938 | Warner Brothers         | Еріх Вольфганг Корнгольд |
| 12 | Запаморочення                       | 1958 | Paramount Pictures      | Бернард Геррманн         |
| 13 | Кінг-Конг                           | 1933 | RKO Pictures            | Макс Стайнер             |
| 14 | Іншопланетянин                      | 1982 | Universal Studios       | Джон Вільямс             |
| 15 | З Африки                            | 1985 | Universal Studios       | Джон Баррі               |
| 16 | Бульвар Сансет                      | 1950 | Paramount Pictures      | Франц Воксмен            |
| 17 | Вбити пересмішника                  | 1962 | Universal Studios       | Елмер Бернстайн          |
| 18 | Планета мавп                        | 1968 | 20th Century Fox        | Джеррі Голдсміт          |
| 19 | Трамвай «Бажання»                   | 1951 | Warner Brothers         | Алекс Норт               |
| 20 | Рожева пантера                      | 1964 | United Artists          | Генрі Манчіні            |
| 21 | Бен-Гур                             | 1959 | Metro-Goldwyn-Mayer     | Міклош Рожа              |
| 22 | У порту                             | 1954 | Columbia Pictures       | Леонард Бернстайн        |
| 23 | Місія                               | 1986 | Warner Brothers         | Енніо Морріконе          |
| 24 | На золотому озері                   | 1981 | Universal Studios       | Дейв Грузін              |
| 25 | Як був завойований Захід            | 1962 | MGM, Cinerama Releasing | Альфред Ньюман           |